# أنشوفة رفيعة الخيوط
أنشوفة رفيعة الخيوط (الاسم العلمي: Anchoa colonensis) (بالإنجليزية: Narrow-striped anchovy)‏ هي نوع من الأسماك تتبع جنس الأنشوفة من الفصيلة البلمية.